# 智利底潛魚
智利底潛魚為輻鰭魚綱鼬魚目鼬魚亞目隱魚科的其中一種，分布於南半球亞熱帶至溫帶海域，棲息深度400-1441公尺，體長可達41公分，為深海底棲性魚類。

## 擴展閱讀
維基物種上的相關：智利底潛魚